# お笑い芸人歌がへたな王座決定戦スペシャル
「お笑い芸人歌がへたな王座決定戦スペシャル」（おわらいげいにんうたがへたなおうざけっていせんスペシャル）は、フジテレビのバラエティ番組『めちゃ2イケてるッ!』のコーナー・企画。

## 概要
『お笑い芸人歌がうまい王座決定戦スペシャル』のパロディコーナーで、「歌がうまい芸人がいることが当たり前になっていませんか?」という観点から作られたもの。通称「歌へた」「歌へた王座」。タイトル通り、「最も歌が下手（音痴）な芸人」を決める企画である。ロゴも本家のものを流用し、セットも本家の収録後に借りて収録している。
出場者はカラオケボックスに長時間入れられオーディションを行い、このオーディションを「通過した」者が出場する。第4回からは番組レギュラーである加藤浩次の推薦枠が設けられた。一部例外として、小杉竜一（ブラックマヨネーズ）、吉田サラダ（ものいい）、ほんこん（130R）、田中卓志（アンガールズ）、出川哲朗など特に下手とはいえないものの、ネタ要素や声に特徴があるなどの理由で参加させられる出演者もいる。その他、第2回に出場したえとう(Wエンジン)も後に本家にも出場し、ボイストレーニングの成果もあって優勝を果たしている。
2010年・2011年の年始めには「お笑い芸人紅白歌へた合戦」（『NHK紅白歌合戦』のパロディ）として、計10組を5組ずつ紅組・白組チームに分け、本家よろしく観客の投票によって勝者を決めた。この時のセットやロゴは『爆笑そっくりものまね紅白歌合戦スペシャル』の流用。
第2回は15分拡大スペシャルの中で放送された。視聴率は13.6%（関東地区、ビデオリサーチ調べ）で同時間帯2位と健闘した。このことは、第3回のオープニングで岡村が言及した。
出演頻度の多い光浦靖子（オアシズ）、若林正恭（オードリー）、博多大吉（博多華丸・大吉）、小沢一敬（スピードワゴン）の4人は「歌へた四天王」と呼ばれている。
基本的に収録は深夜から明け方に行われているようであり、参加者・観戦者及び審査員が疲労困憊になっている様子がしばしば見受けられ、中には博多大吉の付き添いで収録に参加した博多華丸など、居眠り疑惑が生じた参加者もいる。

## 出演者
司会
- ナインティナイン（岡村隆史・矢部浩之）
- 杉崎美香

その他
- 審査員5名（下記を参照）
- 非出場者（めちゃイケメンバー及び歌唱者の相方）

## 正式タイトル
1. お笑い芸人歌がへたな王座決定戦スペシャル（2009年2月14日）
2. お笑い芸人歌がへたな王座決定戦スペシャル（2009年5月23日）
3. お笑い芸人歌がへたな王座決定戦スペシャル（2009年9月12日）
4. お笑い芸人紅白歌へた合戦スペシャル（2010年1月9日）
5. お笑い芸人歌がへたな王座決定戦スペシャル（2010年6月12日）
6. 新春オールスター紅白歌へた合戦スペシャル（2011年1月8日）
7. オールスター歌がへたな王座決定戦スペシャル（2011年6月4日）

## 本家との相違点
- コンビ芸人の場合は本家のようなデュエットはせず、基本的に片方だけが歌う（歌がうまいの相方）。例外としてチームを組んでの出場（女子アナチーム）・コラボレーションもある。
- 審査員は基本的に、全員がミュージシャンを含む音楽家である（例外は第2回紅白の渡部陽一のみ）。また、人数も5人に減らされている（1人当たりの持ち点は本家同様3点）。投票は下手だと思う方に入れ、その数が多かった芸人が決勝に進出する。この時、審査員の評価がハッキリとしている（得点を3-0につける）ことが多いため、本家でもまだ起こっていない完全勝利（片方には1票も入らない）という記録が樹立されている。
- 審査委員長は平尾昌晃が務めているが、関係ない話[4] をねじ込むため司会の矢部に突っ込まれている。また、平尾に限らず、審査員達はコメントを求められた時に話を逸らして逃げようとする[5]。
- 出場者が歌う楽曲の歌唱者が、審査員として、または『ものまね王座決定戦』以来『爆笑そっくりものまね紅白歌合戦スペシャル』に引き継がれている曲披露後に登場（『ご本人登場』と称される）することがある。後者はスピードワゴンの小沢の場合のみご本人登場の演出があり、そのたびに小沢はほったらかしにされたり、涙目でビビリながら一緒に歌うハメになったり（しかも本人の歌に下手な歌をかぶらせた事でスタジオ中から大ブーイングを食らう）、ひどい時は客席まで追っ払われるなどぞんざいに扱われるのがお約束となっている。特に小沢と審査員の野口五郎とは犬猿の仲で、辛辣な評価をされるのがお約束となっている。
- 決勝戦は1回戦の勝者4人による同時対決（第1回、オールスターは1回戦の結果から判定）。
- あくまでも「本人はマジメに歌っているが音痴」というコンセプトであるため、出場者は事前のボイスレッスンはもちろんのこと、基本的に歌唱曲を練習せずに本番に臨んでいる。結果として、八木真澄 (サバンナ)やドン小西のように「完全なうろ覚え」での歌唱を披露する者が出ている。
- 優勝者への特典は、走行距離が廃車寸前になっている高級車など、一見豪華だがよく見ると貰っても困るような品ばかりで、それも自腹で買い取らなければならない（贈呈または視聴者プレゼントとしての罰金となる事もある）。そのため、本家が100万円獲得に対して、当コーナーでは逆に100万円自腹であり、品物も「優勝賞品」ではなく「優勝特典」と紹介されている。

## 放送リスト
第1回（2009年2月14日放送）
- 優勝者 - 小沢一敬(スピードワゴン)（曲:広瀬香美 「ロマンスの神様」）
  - 優勝特典：廃車寸前の高級車（ベンツ）。ちなみに走行距離は11万km・事故車である。
- 決勝進出者
  - ひぐち君(髭男爵)（曲:SMAP 「らいおんハート」）
  - 光浦靖子(オアシズ)（曲:一青窈 「もらい泣き」）
  - にしおかすみこ（曲:SPEED 「Body & Soul」）
- その他
  - 加藤歩(ザブングル)（曲:ゆず 「夏色」）
  - 若林正恭(オードリー)（曲:GReeeeN 「キセキ」）
  - 村上健志(フルーツポンチ)（曲:尾崎豊 「OH MY LITTLE GIRL」）
  - 田村亮(ロンドンブーツ1号2号)（曲:B'z 「太陽のKomachi Angel」）
- 審査員
  - 平尾昌晃
  - 水前寺清子
  - 高橋ジョージ
  - 矢口真里
  - はるな愛

第2回（2009年5月23日放送）
- 優勝者 - 光浦靖子(オアシズ)（曲:平原綾香 「Jupiter」 / 一青窈 「ハナミズキ」）
  - 優勝特典：廃車寸前の高級車（ポルシェ。翌週の企画にも登場し、光浦が当時運転免許を持っていなかったため岡村が運転してきた[6]）。エンブレムが剥げ落ちている。
- 決勝進出者
  - 八木真澄 (サバンナ)（曲:EXILE 「Choo Choo TRAIN」 / 郷ひろみ 「GOLDFINGER '99」）
  - 小沢一敬(スピードワゴン)（曲:PRINCESS PRINCESS 「Diamonds」 / 松田聖子 「赤いスイートピー」）
  - 松野明美（曲:渡辺美里 「My Revolution」 / MISIA 「Everything」）
- その他
  - 若林正恭(オードリー)（曲:KinKi Kids 「硝子の少年」）
  - えとう(Wエンジン)（曲:平松愛理 「部屋とYシャツと私」）
  - 剛(中川家)（曲:小田和正 「ラブ・ストーリーは突然に」）
  - 小杉竜一(ブラックマヨネーズ)（曲:B'z 「LOVE PHANTOM」）
- 審査員
  - 平尾昌晃
  - 由紀さおり
  - 野口五郎
  - 西川貴教
  - 藤本美貴

第3回（2009年9月12日放送）
- 優勝者 - 若林正恭(オードリー)（曲:DA PUMP 「ごきげんだぜっ! 〜Nothing But Something〜」 / DA PUMP 「if...」）
  - 優勝特典：いろいろあった千葉県勝浦の別荘（家賃10万円、後日、若林の誕生日に不審火により焼失）[7]
- 決勝進出者
  - 光浦靖子(オアシズ)（曲:石川さゆり「天城越え」 / 宇多田ヒカル「First Love」）
  - 小沢一敬(スピードワゴン)（曲:松任谷由実 「卒業写真」 / Perfume 「チョコレイト・ディスコ」）
  - 山口もえ（曲:モーニング娘。 「恋愛レボリューション21」 / 相川七瀬 「夢見る少女じゃいられない」）

※ 決勝のパフォーマンスはダイジェストで放送された。
- その他
  - 鈴木Q太郎(ハイキングウォーキング)（曲:さだまさし 「関白宣言」）
  - 博多大吉(博多華丸・大吉)（曲:平井堅 「POP STAR」）
  - 吉田(ものいい)（曲:徳永英明 「壊れかけのRadio」）
  - ほんこん(130R)（曲:河島英五 「酒と泪と男と女」 / 甲斐バンド 「安奈」）[8]
- 審査員
  - 平尾昌晃
  - 森公美子
  - ISSA
  - 千秋
  - 秋元康

お笑い芸人紅白歌へた合戦スペシャル（2010年1月9日放送）
- 優勝チーム：白組
  - 優勝特典：「一人20万円の高額お年玉」（を徴収し、集まった100万円の現金を視聴者プレゼントした。事実上の罰金である。）
- 白組チーム
  - 若林正恭(オードリー)（曲：KAT-TUN「Real Face」）
  - パペットマペット（曲：キャロル「ファンキー・モンキー・ベイビー」）
  - 博多大吉(博多華丸・大吉)（曲：ポルノグラフィティ「アポロ」）
  - 小沢一敬(スピードワゴン)（曲：つのだ☆ひろ「メリージェーン」）[9]
  - 飯尾和樹(ずん)[10]（曲：ウルフルズ「ガッツだぜ!!」）
- 紅組チーム
  - 山口もえ（曲：Whiteberry「夏祭り」）
  - 磯野貴理（曲：絢香「三日月」）
  - 松野明美（曲：globe「DEPARTURES」）
  - てつじ(シャンプーハット)（曲：大塚愛「さくらんぼ」）[11]
  - 光浦靖子(オアシズ)（曲：美空ひばり「川の流れのように」）
- コラボ：若林・山口・小沢（曲：絢香×コブクロ「WINDING ROAD」）
- 審査員
  - 平尾昌晃
  - 清水ミチコ
  - 米良美一
  - misono
  - 野口五郎

第4回（2010年6月12日放送）
- 優勝者 - 博多大吉(博多華丸・大吉)（曲：氣志團「One Night Carnival」 / B'z「Ultra soul」）
  - 優勝特典：2010 FIFAワールドカップ・カメルーン対デンマーク戦のペアチケット（同グループである日本戦ではない。航空券+ホテル宿泊付きで総額100万円。その際矢部がフォローとしてたぶんめっちゃおもろい試合と発言していた）[12]
- 決勝進出者
  - 若林正恭(オードリー)（曲：森山直太朗「さくら」 / 玉置浩二「田園」）
  - 松野明美（曲：夏川りみ「涙そうそう」 / 倖田來未「キューティーハニー」）
  - 小沢一敬(スピードワゴン)（曲：HOUND DOG「ff」[13] / THE BLUE HEARTS「リンダリンダ」[14]）
  - 坂口(少年少女)（曲：山口百恵「秋桜」 / 沢田知可子「会いたい」）
  - 飯尾和樹(ずん)（曲：バブルガム・ブラザーズ「WON'T BE LONG」 / 甲斐バンド「HERO」）
- その他
  - 矢部太郎(カラテカ)（曲：サザンオールスターズ「勝手にシンドバッド」）
  - 阿部(POISON GIRL BAND)（曲：スガシカオ（kōkua）「Progress」）
  - 松村未央(フジテレビアナウンサー)（曲：Superfly「Alright!!」）
  - 藤波辰爾(加藤推薦枠)（曲：井上陽水「夢の中へ」）
  - 小林恵美（曲：宇多田ヒカル「Prisoner Of Love」）
  - 光浦靖子(オアシズ)（曲：Sugar「ウエディング・ベル」）
- 審査員
  - 平尾昌晃
  - 小林幸子
  - 綾小路翔
  - IMALU
  - 野口五郎
- エキシビジョン
  - 矢部浩之（曲：GLAY「HOWEVER」）
  - 歌へたJAPAN全員（曲：上海万博PRソング「2010等你来」）

新春オールスター紅白歌へた合戦スペシャル（2011年1月8日放送）
- 優勝チーム - 白組
  - 優勝特典：最新型アナログテレビ10台（1人につき2台。ただしアナログ放送は特例を除き2011年7月24日で終了したため、単品では受信できない。（但し、デジアナ変換及びデジタルチューナー等は、受信・視聴可能。））
- 白組チーム
  - 若林正恭(オードリー)（曲：THE YELLOW MONKEY「SPARK」）
  - 内藤大助(加藤推薦枠)（曲：C-C-B「Romanticが止まらない」(自身の入場曲)[15]）
  - ドン小西（曲：ラッツ&スター「め組のひと」）
  - 又吉直樹(ピース)（曲：GReeeeN「愛唄」）
  - 三中元克（曲：ゴスペラーズ「ひとり」）
- 紅組チーム
  - 山口もえ（曲：いきものがかり「じょいふる」）
  - 松村未央・細貝沙羅(フジテレビアナウンサー)（曲：KARA「ミスター」）
  - 片山さつき（曲：アグネス・チャン「ひなげしの花」）
  - 西村知美（曲：中森明菜「飾りじゃないのよ涙は」）
  - 光浦靖子(オアシズ)（花*花「さよなら 大好きな人」[16]）
- 審査員
  - 平尾昌晃
  - 森昌子
  - 上地雄輔
  - 米良美一
  - 渡部陽一（初の音楽家以外の審査員である）
- エキシビジョン
  - 岡村隆史（曲：EXILE「Lovers Again」[17]）
  - オカザイル（曲：EXILE「Choo Choo TRAIN」）

オールスター歌がへたな王座決定戦スペシャル（2011年6月4日放送）
- 優勝者 - 若林正恭(オードリー)（曲：THE BOOM「島唄」）
  - 優勝特典：カガリDが飼っている大型のリクガメ「はるこ」（離婚前に飼っていたもので、時価200万円相当。メスだと思われ、チンゲンサイをバケツ二杯分食べる。）[18]
- 決勝進出者
  - 光浦靖子(オアシズ)（曲：松浦亜弥「Yeah! めっちゃホリディ」）
  - 松村未央・細貝沙羅・山中章子(フジテレビアナウンサー)（曲：少女時代「Gee」）
  - 田中卓志(アンガールズ)（曲：クレイジーケンバンド「タイガー&ドラゴン」）
  - 小沢一敬(スピードワゴン)（曲：郷ひろみ「2億4千万の瞳」[19]）
- その他
  - 博多大吉(博多華丸・大吉)（曲：EXILE「I Wish For You」）
  - 大桃美代子（曲：PUFFY「渚にまつわるエトセトラ」
  - トモヤ(レモンズJr.)（曲：コブクロ「桜」）
  - 村上健志(フルーツポンチ)（曲：尾崎豊「卒業」）
  - 出川哲朗（曲：久保田利伸「Missing」）
- 審査員
  - 平尾昌晃
  - 瀬川瑛子
  - つんく♂
  - 里田まい
  - 泉谷しげる
- エキシビジョン
  - 歌へたオールスター全員 （曲：坂本九「見上げてごらん夜の星を」）

## FNS歌へた自慢・FNS歌へた祭
2011年の『FNS27時間テレビ めちゃ²デジッてるッ! 笑顔になれなきゃテレビじゃないじゃ〜ん!!』内にて放送。

### FNS歌へた自慢
FNS系列各局の社員らが参加した歌へたオーディションが、2011年7月19日放送のカスペ!『史上最強の27時間テレビ直前涙をこえて今ひとつになる時だベスペシャル』内で放送され、その選抜メンバーが『27時間テレビ』本編で歌を披露した。
ハプニングorエピソード
沖縄テレビ代表の安谷屋は予選のオーディションの段階ではかなりの音痴ぶりを発揮していたが、本番となる今回に備え何故か練習をしてきてしまい、THE BOOMの「島唄」を完璧に歌い上げてしまったため「ただのNHKのど自慢になってしまった」とツッこまれていた。安谷屋貴英（沖縄テレビ）と松井耀子（テレビ熊本）の2人は『FNS27時間テレビ (2004年)』のFNS全国一斉期末テストにも名物社員として参加していた。
出場者／曲名
1. フジテレビ・富永順也/夏色（ゆず）
2. テレビ熊本・長安智子/BELIEVE（misia）
3. 関西テレビ・山口泰弘/GOLDFINGER'99（郷ひろみ）
4. テレビ愛媛・久保田夏菜/真夏の夜の夢（松任谷由実）
5. 新潟総合テレビ・高舘直/タッチ（岩崎良美）
6. 鹿児島テレビ・石神愛子/ありがとう（いきものがかり）
7. 北海道文化放送・中野涼子、さくらんぼテレビ・西畠元氣/さくらんぼ（大塚愛）
8. 山陰中央テレビ・田中みふゆ/キューティーハニー（倖田來未）
9. 沖縄テレビ・安谷屋貴英/島唄（THE BOOM）
10. 岡山放送・淵本恭子、テレビ長崎・小田久美子、テレビ宮崎・荒尾茉紀/AKB48メドレー
11. 東海テレビ・川村康史/トイレの神様（植村花菜）
12. 福井テレビ・原渕由布奈/まちぶせ（石川ひとみ）
13. テレビ新広島・坂本伸一/いとしのエリー（サザンオールスターズ）
14. 長野放送・高池聖子/雪の華（中島美嘉）
15. 富山テレビ・福田匡倫/粉雪（レミオロメン）
16. テレビ西日本・坂梨公俊/壊れかけのRadio（徳永英明）
17. テレビ静岡・杉本真弓/千の風になって（秋川雅史）
18. 秋田テレビ・小松麻衣子、石川テレビ・中村尚美、高知さんさんテレビ・藤林宏幸/大スキ!（広末涼子）
19. 福島テレビ・渡辺和幸/キセキ（GReeeeN）
20. 岩手めんこいテレビ・千葉絢子/涙そうそう（夏川りみ）
21. 仙台放送・佐藤良昭/大空と大地の中で（松山千春）
22. サガテレビ・内田信子/上を向いて歩こう（坂本九）

### 2011 FNS歌へた祭
『歌へた』のプロバージョンを『FNS歌へた祭』と題して、年末恒例の『FNS歌謡祭』風に厳か且つ豪華なコラボレーションで送る。当日は『FNS歌謡祭』のセットや音楽を真似て行われ、音組（音楽番組スタッフ）も協力して行われた。
プロからの出演者は四天王に加え、松野、山口、大桃、村上の計8名。さらにFNS各局から選抜した音痴な社員で構成された「FNS27」の「歌へた神7」が、ステージ上で歌を披露した。背景の巨大ビジョンには矢部が100kmマラソンを走る姿が映し出されていた。
テロップは、本家『FNS歌謡祭』同様、斜体の平成角ゴシック。
セットリスト
| 順番 | アーティスト                                         | 楽曲                             |
| ---- | ---------------------------------------------------- | -------------------------------- |
| 1    | 若林正恭(オードリー)×村上健志(フルーツポンチ)        | 栄光の架橋 (2004/ゆず)           |
| 2    | 博多大吉(博多華丸・大吉)×山口もえ×武田真治≺サックス≻ | TOMORROW (1995/岡本真夜)         |
| 3    | 光浦靖子(オアシズ)×松野明美×大桃美代子               | ありがとう (2010/いきものがかり) |
| 4    | 槇原敬之×小沢一敬(スピードワゴン)                    | どんなときも。 (1991/槇原敬之)   |
| 5    | 歌へた神7×槇原敬之×雛形あきこ≺ピアノ≻                | 上を向いて歩こう (1963/坂本九)   |

## その後
2011年6月4日の放送および『FNS27時間テレビ』内のSPを最後に事実上終了した。
2011年8月13日の放送（内容は「FNS歌へた自慢」の総集編など）で一般視聴者に向けて歌へたの出場者を募集していたものの、結局放送に至らなかった。
2014年1月18日の放送で、当企画の派生として「歌へたじまん ザ!ワールド」が放送された。詳細は後述。

## 歌へたじまん ザ!ワールド
2014年1月18日放送。日本テレビ系列の特番『のどじまん ザ!ワールド』のパロディ企画で、外国人またはハーフの芸能人の中から音痴を決める。
司会者
- ナインティナイン（岡村隆史・矢部浩之）
- 住吉美紀

出場者
- 植野行雄（デニス）（曲：森山直太朗「さくら」） - 第4位
- カイヤ（曲：AKB48「会いたかった」） - 第2位
- 関口メンディー（GENERATIONS from EXILE TRIBE）（曲：EXILE「Rising Sun」） - 優勝
- デーブ・スペクター（曲：近藤真彦「ギンギラギンにさりげなく」） - 第5位
- ボビー・オロゴン（曲：SMAP「SHAKE」） - 第3位

審査員
- 若林正恭（オードリー）
- 光浦靖子（オアシズ）
- 飯尾和樹（ずん）
- 小沢一敬（スピードワゴン）

エキシビジョン
- 歌へた審査員（曲：THE BEATLES「HEY JUDE」）

## 参照
1. ↑  本コーナー第1回のオープニングより。
2. ↑  このうち田中は「U.N.O.BAND」「ヘキサゴンファミリー」「悲愴感」で音楽経験がある。また、本家でも準決勝に進出するなどそれなりに好成績を残している。また、後に出川も、司会を務めた天才てれびくんの音楽コーナーにおいて、ソロ曲を歌っている
3. ↑  平井理央も歌へた候補に挙げられていたが、『すぽると!』の生放送と重なる為に出演しない。（2011年の27時間テレビの歌へた予選に参加）松村未央など『めざにゅ〜』出演者は収録が押した場合、途中退席する事がある。
4. ↑  チャリティゴルフ大会に岡村を誘ったり自身の音楽学校の宣伝を試みたりするなど。
5. ↑  第4回の綾小路翔が松野明美へのコメントを求められた際に、(歌唱中にバックで熊本名物のVTRが流れていたこともあり)熊本県を褒めようとするなど。
6. ↑  後に光浦は2014年に運転免許（AT限定）を取得した。
7. ↑  実際に特典として渡されたかどうかは不明である。
8. ↑  モニターの画面がザ・イロモネア風に変わり、本家と同じルールで3rdステージまで行われ、3rdステージでのサイレントでは、歌を歌わずに顔だけで見事5人全員笑わせた。
9. ↑  歌唱中につのだ☆ひろ本人が登場した。
10. ↑  優勝経験はないのだが、2010年8月に放送された「歌へたオーディション」の紹介文では「優勝経験：1回」と表示されていた。
11. ↑  男性だが、女性の楽曲であるため紅組での出場となった。なお、てつじの相方の小出水は歌唱中に自分のネタをやっていた。
12. ↑  オランダ対日本戦と同日（6月19日）に行われた試合
13. ↑  歌唱後に大友康平本人が登場した。
14. ↑  本人の希望により、ギターの弾き語りで挑戦。
15. ↑  元C-C-Bの笠浩二がドラム・コーラスを担当。
16. ↑  実妹とのデュエット。モニターには幼少時代から現代までの姉妹の写真がスライドショー風に流され、光浦のブサイク顔への変貌ぶりをイジるものになっていた。
17. ↑  途中でEXILE本人が登場し（岡村は知っていた）、岡村と一緒にパフォーマンスを行った。
18. ↑  種類はアルダブラゾウガメだと思われる。
19. ↑  歌唱後に郷本人が登場し、「2億4千万の瞳」に加え「GOLDFINGER '99」「笑顔にカンパイ!」を歌唱。小沢は郷のバックダンサーにより客席まで強制的に移動させられた。